# Trans Anguilla Airways
Trans Anguilla Airways is een Anguillaanse luchtvaartmaatschappij met haar hub op Clayton J. Lloyd International Airport. De maatschappij richt zich vooral op chartervluchten, maar voert ook enkele lijnvluchten uit binnen het Caribisch gebied.

## Geschiedenis
Trans Anguilla Airways werd in 1997 opgericht en bestond uit een vloot van twee Britten-Norman BN2 Islanders. Sindsdien worden vooral rondvluchten aangeboden, maar zijn er ook verbindingen met andere eilanden. Ook worden vrachtvluchten aangeboden.

## Vloot

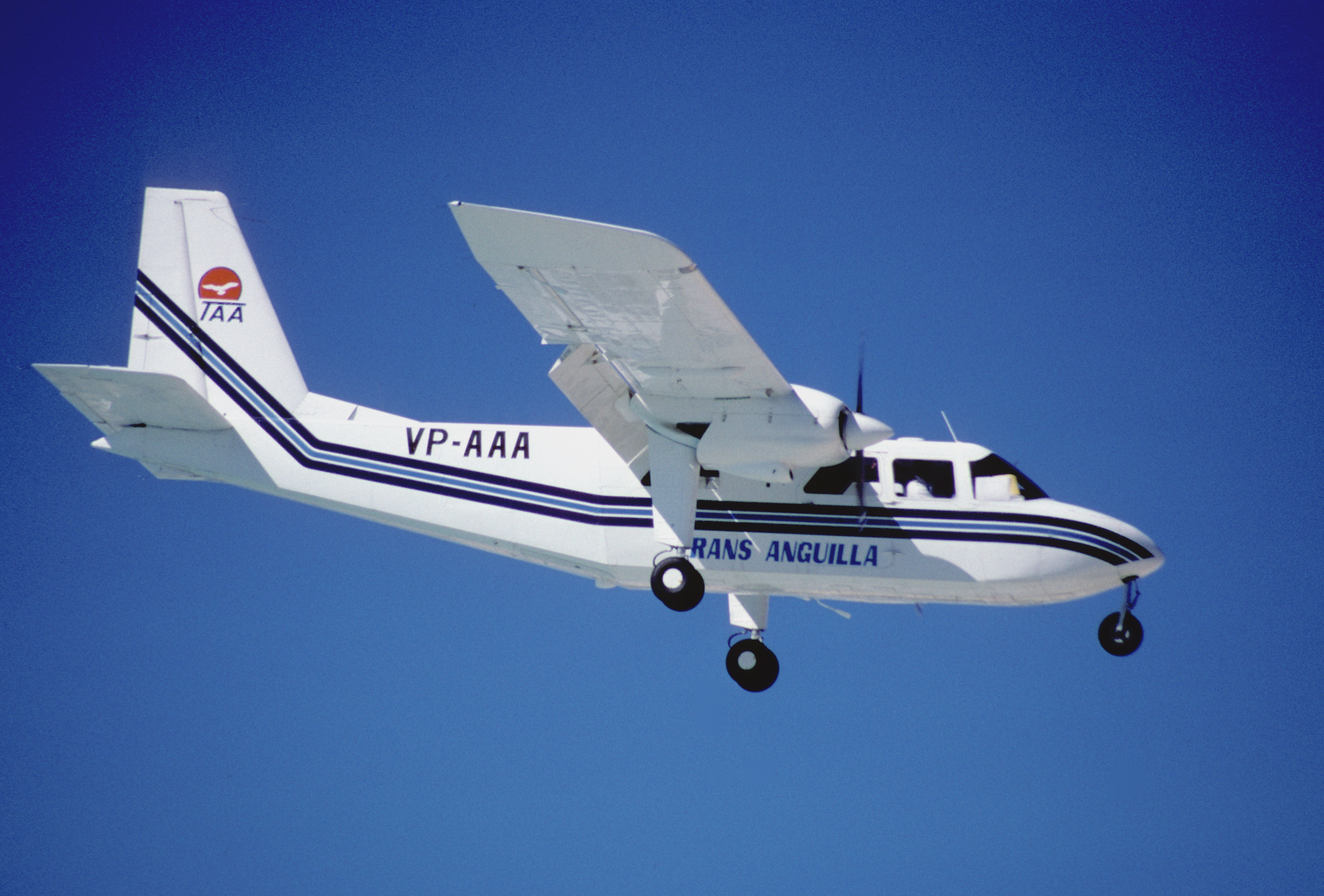
Een Britten-Norman BN2 Islander van Trans Anguilla Airways

De vloot van Trans Anguilla Airways bestaat uit de volgende toestellen (juni 2024):
| Type                        | In dienst | Orders | Opmerkingen |
| --------------------------- | --------- | ------ | ----------- |
| Britten-Norman BN2 Islander | 3         | —      |             |
| Cessna 402                  | 1         | —      | VP-ALS      |
| Totaal                      | 4         | —      |             |

## Bestemmingen
Trans Anguilla Airways biedt vluchten aan naar de volgende bestemmingen (juni 2024):
| Land                           | Stad           | Luchthaven                                        | Opmerkingen |
| ------------------------------ | -------------- | ------------------------------------------------- | ----------- |
| Anguilla                       | The Valley     | Clayton J. Lloyd International Airport            | hub         |
| Antigua en Barbuda             | Codrington     | Barbuda Codrington Airport                        | charter     |
| Antigua en Barbuda             | Saint John's   | V. C. Bird International Airport                  |             |
| Barbados                       | Christ Church  | Grantley Adams International Airport              | charter     |
| Britse Maagdeneilanden         | Anegada        | Auguste George Airport                            | charter     |
| Britse Maagdeneilanden         | Road Town      | Terrance B. Lettsome International Airport        |             |
| Britse Maagdeneilanden         | Spanish Town   | Virgin Gorda Airport                              |             |
| Dominica                       | Marigot        | Luchthaven Douglas-Charles                        | charter     |
| Grenada                        | Saint George's | Maurice Bishop International Airport              | charter     |
| Guadeloupe                     | Pointe-à-Pitre | Luchthaven Pointe-à-Pitre Le Raizet               | charter     |
| Martinique                     | Fort-de-France | Internationale luchthaven Martinique-Aimé-Césaire | charter     |
| Montserrat                     | Gerald's       | John A. Osborne Airport                           | charter     |
| Saint-Barthélemy               | Saint-Jean     | Luchthaven Rémy de Haenen                         |             |
| Saint Kitts en Nevis           | Basseterre     | Robert L. Bradshaw International Airport          |             |
| Saint Kitts en Nevis           | Newcastle      | Vance W. Amory International Airport              |             |
| Saint Lucia                    | Vieux Fort     | Hewanorra International Airport                   | charter     |
| Saint-Martin                   | Grand Case     | Luchthaven L'Espérance                            | charter     |
| Saint Vincent en de Grenadines | Bequia         | J. F. Mitchell Airport                            | charter     |
| Saint Vincent en de Grenadines | Canouan        | Canouan Airport                                   | charter     |
| Saint Vincent en de Grenadines | Clifton        | Union Island Airport                              | charter     |
| Saint Vincent en de Grenadines | Kingstown      | Argyle International Airport                      | charter     |
| Saint Vincent en de Grenadines | Mustique       | Mustique Airport                                  | charter     |
| Sint Eustatius                 | Oranjestad     | F.D. Roosevelt Airport                            |             |
| Sint Maarten                   | Philipsburg    | Princess Juliana International Airport            |             |
| Trinidad en Tobago             | Port of Spain  | Piarco International Airport                      | charter     |
| Trinidad en Tobago             | Scarborough    | A.N.R. Robinson International Airport             | charter     |

## Incidenten en ongevallen
- Op 2 februari 2008 crashte een geleasede Britten-Norman BN-2A-26 Islander na het opstijgen. Het betrof een vrachtvlucht en had drie bemanningsleden aan boord. Iedereen in het toestel met registratie VP-AAG overleefde het ongeval.[7]